# Acido shikimico
L'acido shikimico (o acido scichimico), più comunemente noto nella forma anionica shikimato, è un importante intermedio biochimico in piante e microrganismi. Il suo nome deriva dal fiore giapponese shikimi (Illicium anisatum) da cui è stato isolato per la prima volta.

## Biosintesi
Il fosfoenolpiruvato e l'eritrosio 4-fosfato reagiscono formando 3-deossi-arabinoeptulonato-7-fosfato (DAHP), in una reazione catalizzata dall'enzima DAHP sintasi. Il DAHP viene quindi trasformato in 3-deidrochinato (DHQ), in una reazione catalizzata da DHQ sintasi. La reazione richiede come cofattore NAD, il quale però, contrariamente a quanto mostrato nello schema sottostante, sarà successivamente rigenerato.
Il 3-deidrochinato viene disidratato a 3-deidroshikimato dall'enzima deidrochinasi, successivamente il deidroshikimato viene ridotto ad acido shikimico dall'enzima shikimato deidrogenasi, che utilizza NADPH quale cofattore.
L'acido shikimico è un precursore biosintetico delle seguenti classi di composti:
- gli amminoacidi aromatici fenilalanina e tirosina,
- l'indolo, derivati indolici e l'amminoacido aromatico triptofano,
- molti alcaloidi e altri metaboliti aromatici,
- tannini, flavonoidi e lignani.

## Industria farmaceutica
Nell'industria farmaceutica, l'acido shikimico ottenuto dall'anice stellato cinese viene utilizzato per la produzione dell'antivirale Tamiflu (oseltamivir). Sebbene l'acido shikimico sia presente in molti organismi autotrofi, rappresenta pur sempre un intermedio biosintetico e generalmente viene riscontrato in concentrazioni molto basse. L'acido shikimico può essere estratto anche dai semi dei frutti di liquidambar, pianta abbondantemente presente in Nord America, con resa del 1,5%. A livello comparativo, l'anice stellato ha una resa produttiva in acido shikimico del 3-7%. Recentemente la produzione di acido shikimico da colture di Escherichia coli è stata sensibilmente migliorata.